# Maria Bethânia
Maria Bethânia (urodzona jako Maria Bethânia Viana Tellas Veloso 18 czerwca 1946 w Santo Amaro da Purificação, stan Bahia) – brazylijska piosenkarka pop. Siostra Caetano Veloso. Karierę piosenkarską rozpoczęła w Rio de Janeiro uczestnicząc w programie "Opinião" ("Opinia"). Dzięki temu występowi i wydanemu w 1965 singlowi "Carcará" zyskała popularność w całym kraju.

## Życiorys
Maria Bethânia urodziła się jako córka Dony Claudionor Vianna Telles Velloso i José Telles Velloso. Już jako dziecko chciała być aktorką. Od najmłodszych lat towarzyszyła jej muzyka, ponieważ matka lubiła śpiewać, a ojciec, choć nie był muzycznie uzdolniony, lubił słuchać otworów Dorivala Caymmi i Noela Rosy.

### Lata 60.
W 1959 jej rodzina przeniosła się do Salvadoru. Tam Maria Bethânia zetknęła się z intelektualistami, zbierającymi się przy okazji wystaw i spektakli. Kontakt z teatrem wzmocnił jej pragnienie zostania aktorką. W tym czasie jej brat, Caetano Veloso, został muzycznym współpracownikiem reżysera Álvaro Guimarãesa komponując do jego krótkometrażowego filmu Moleques de Rua ścieżkę dźwiękową, na której, według niego, zaśpiewała Maria Bethânia. W 1963 Guimarães zaproponował Marii Bethânii zaśpiewanie partii a cappella w musicalu Boca de Ouro Nelsona Rodriguesa. W tym samym roku Bethânia poznała Gilberto Gila i Gal Costę. W roku następnym Veloso został zaproszony do zorganizowania pokazu brazylijskiej muzyki popularnej z okazji otwarcia Teatro Vila Velha w Salvadorze. W przedstawieniu zatytułowanym Nós, por Exemplo wystąpili, oprócz samego Veloso, także Maria Bethânia, Gilberto Gil oraz Gal Costa (jeszcze pod nazwiskiem Maria da Graça). Przedstawienie odniosło sukces i zostało powtórzone dwa tygodnie później, z udziałem Toma Zé. W styczniu 1965 Maria Bethânia otrzymała propozycję zastąpienia piosenkarki Nary Leão w spektaklu Opinião wystawianym w Rio de Janeiro. Jej debiut w dniu 13 lutego 1965, okazał się bardzo udany, a pełne ekspresji wykonanie piosenki "Carcará" (João do Vale/José Cândido) okazało się wstępem do jej ogólnokrajowej kariery. Ze względu odniesiony sukces wytwórnia RCA, zaprosiła ją, poprzez Veloso, do dokonania nagrań. W maju tego samego roku, Bethânia nagrała swój pierwszy singel, a kilka miesięcy później, swój pierwszy LP.
W 1966 występowała w spektaklu Arena Canta Bahia u boku m.in. Gal Costy, Gilberto Gila, i brata Caetano. W kwietniu 1966, na zaproszenie producenta Guilherme Araújo, wystąpiła w spektaklu Recital w klubie nocnym Cangaceiro w Rio de Janeiro. Spektakl ten otworzył drogę do sukcesu samemu Guilherme Araújo, który został menadżerem Caetano Veloso, Gila Gilberto oraz Gal Costy. We wrześniu Bethânia wystąpiła w wystawionym przez Teatro Opinião spektaklu Pois É, w którym udział wzięli też Gilberto Gil i Vinicius de Moraes. W 1967 roku nagrała wspólnie z Edu Lobo album Edu Lobo e Maria Bethânia, a w 1968 wspólnie z bratem i Gilberto Gilem album Velloso-Bethânia-Gil oraz solowy Recital Na Boite Barroco. W 1969 i 1970 wydała kolejne albumy: Maria Bethânia i Maria Bethânia ao vivo.

### Lata 70.
W 1971 dla wytwórni Philips nagrała album A Tua Presença. W lipcu tego samego roku, z udziałem Trio Terra, wystąpiła w Teatro Rio da Praia z programem Rosa dos Ventos, który został zarejestrowany i wydany jako album koncertowy pod tym samym tytułem. W tym samym roku artystka udała się do Europy by wystąpić na targach MIDEM w Cannes (Francja) oraz we Włoszech. W 1972 pojawiła się wraz z Chico Buarque i Narą Leão w filmie Quando o Carvaval Chegar. Soundtrack z tego filmu został wydany w tym samym roku przez wytwórnię Philips. Betânia odbyła następnie trasę koncertową po Włoszech, Niemczech, Austrii, Danii i Norwegii. W 1973 roku wystąpiła w spektaklu Drama, Luz da noite, wydanym następnie jako album pod tym samym tytułem. W 1974, dla upamiętnienia dziesiątej rocznicy rozpoczęcia kariery artystycznej, wystąpiła w spektaklu A Muda Cena, nagranym i wydanym w listopadzie tego samego roku. 6 czerwca 1975 wzięła udział wraz z Chico Buarque w koncercie, wydanym później jako album koncertowy Chico Buarque & Maria Bethânia Ao Vivo. W lipcu 1976, razem z Caetano Veloso, Gilberto Gilem oraz Gal Costą, odbyła tournée po Brazylii występując w spektaklu Os Doces Bárbaros, wydanym następnie jako album koncertowy. W maju 1978 wydała, wspólnie z bratem, album koncertowy Maria Bethânia e Caetano Veloso ao Vivo. Wydany w 1978 roku album Alibi uzyskał status złotej płyty jeszcze przed rozpoczęciem sprzedaży, a milion sprzedanych egzemplarzy sprawił, iż Maria Bethânia stała się pierwszą brazylijską piosenkarką, której udało się to osiągnąć. Koniec lat 70. i początek 80. przyniósł kolejne albumy artystki.

### Lata 80.
Lata 80. upłynęły pod znakiem spektakli muzycznych, rejestrowanych i wydawanych następnie na płytach: 1981 – Estranha Forma de Vida (album Alteza), 1982 – Nossos Momentos (album pod tym samym tytułem) i 1984 – A Hora da Estrela, z piosenkami napisanymi przez Veloso i Chico Buarque (album A Beira e o Mar). W 1985, z okazji 20-lecia kariery artystycznej, dała koncert 20 Anos. W roku następnym nagrała dla RCA album Dezembros, zawierający niepublikowane utwory Toma Jobima, Chico Buarque i Caetano Veloso, a w 1988 roku nagrała album Maria, z gościnnym udziałem Jeanne Moreau i Gal Costy.

### Lata 90.
Początek lat 90. to wydanie albumu 25 Anos, upamiętniającego 25-lecie kariery artystycznej artystki, nagranego z udziałem Niny Simone, Hermeto Pascoala, Egberto Gismontiego, João Gilberto i in. Wydany w 1993 album As Canções Que Cocê Fez Para Mim był najlepiej sprzedającą się płytą tego roku (1 500 000 sprzedanych egzemplarzy). Koniec lat 90. to wydanie albumów Âmbar (1997) i Imitação da Vida (1998).

### XXI w.
Rok 2000 stał pod znakiem dużych koncertów i spotkań muzycznych; Bethânia pojawiła się u boku włoskiego tenora Luciano Pavarottiego w Salvadorze, wystąpiła z bratem w Pavilhão Atlântico w Lizbonie, a 31 grudnia dała z Gilberto Gilem koncert dla ponad 200 000 osób w Farol da Barra w Salvadorze.
35-lecie swej kariery artystka upamiętniła dając 4 września 2001 w sali widowiskowej Canecão w Rio de Janeiro koncert promujący jej nowy album Maricotinha; w koncercie wystąpiły gwiazdy muzyki spod znaku MPB: Chico Buarque, Caetano Veloso i Gilberto Gil. W 2002 album został wydany ponownie jako Maricotinha ao vivo", sprzedając się w ilości ponad 100 000 egzemplarzy. Spektakl pod tym samym tytułem został wystawiony w licznych stolicach stanowych Brazylii. W 2003 "Maricotinha Live" został wydany na DVD.
Przed nim Maria Bethânia wydała album Cânticos, Preces, Súplicas à Senhora dos Jardins do Céu, poświęcony Matce Bożej, będący manifestem religijności artystki, przejawiającej się w niemal wszystkich jej utworach.
W ramach wytwórni Biscoito Fino Maria Bethânia zainaugurowała własne przedsięwzięcie fonograficzne pod nazwą Quitanda wydając w 2004 album Brasileirinho, dobrze przyjęty przez krytykę i publiczność. W roku następnym ukazał się na DVD koncertowy zapis Brasileirinho, zarejestrowany w Canecão, zawierający 36 utworów, nagranych z udziałem takich artystów jak: Miúcha, Nana Caymmi oraz grup Uakti i Tira Poeira.
24 lutego 2005 artystka wydała album Que Falta Voce Me Faz (Musicas De Vinicius De Moraes), poświęcony pamięci Viniciusa de Moraes.

## Dyskografia

### Albumy
- 1965 Maria Bethânia (De Manhã)
- 1968 Recital Na Boite Barroco
- 1973 Drama Luz da Noite
- 1978 Álibi
- 1978 Maria Bethânia e Caetano Valoso ao Vivo
- 1979 Mel
- 1984 A Beira E O Mar
- 1988 Dezembros
- 1989 Personalidade Maria Bethânia
- 1989 Anos Dourados
- 1990 Memory of Skin (Memoria da Pele)
- 1992 Olho d'água
- 1994 As Canções Que Voce Fez Pra Mim
- 1994 Los Canciones Que Tu Hiciste Para Mi
- 1994 Ao Vivo
- 1994 Caetano Veloso – Maria Bethânia – Gilberto Gil
- 1994 Meus Momentos
- 1997 Âmbar
- 1997 Tribute to Joao Batista Do Val
- 1998 A Cena Muda
- 1998 Imitação da Vida
- 1999 Rosas Dos Ventos: O Show Encantado
- 1999 A Forca Que Nunca Seca
- 1999 Diamante Verdadeiro
- 2000 Focus
- 2001 A Interprete
- 2001 Maricotinha
- 2002 Serie Identidade
- 2002 Romantica
- 2004 Cânticos, Preces, Súplicas à Senhora dos Jardins do Céu
- 2004 Diamante Verdadeiro: Serie Ao Vivo
- 2004 Marcotinha Ao Vivo
- 2004 Brasileirinho
- 2005 Perfil
- 2006 Bethânia Revisitada
- 2006 Maria Bethânia ao Vivo
- 2006 Canta Noel Rosa E Outras Raridades
- 2006 Drama
- 2006 Drama 3O Ato
- 2006 Passaro Proibido
- 2006 A Tua Presença
- 2006 Que Falta Voce Me Faz (Musicas De Vinicius De Moraes)
- 2006 Mar de Sophia
- 2006 Pirata
- 2006 Alteza
- 2006 Ciclo
- 2006 Talismã
- 2007 Pássaro Da Manha
- 2007 Dentro Do Mar Tem Rio
- 2007 Interpreta Chico Buarque
- 2008 Maria Bethânia & Omara Portuondo
- 2008 Portuondo & Bethânia
- 2009 Encanteria
- 2009 Tua
- 2010 Amor Festa Devocao – Ao Vivo
- 2011 Love Celebration Devotion
- 2012 Oásis de Bethânia

### Single i EP
- 1965 Maria Bethania Canta Noel Rosa (EP, 33 obr./min)
- 1965 "Carcará" / "De Manhã"
- 1976 Doces Bárbaros (Bethânia, Gal, Caetano, Gil)
- 1978 Teresinha
- 1979 "Explode Coração" / "Sonho Meu"
- 1989 "Reconvexo" / "Reconvexo"